# Constancio II
Constancio II, cuyo nombre completo era Flavio Julio Constancio Augusto (en latín: Flavius Julius Constantius Augustus; 7 de agosto de 317-3 de noviembre de 361) fue emperador romano desde 337 a 361. Era el segundo hijo de Constantino I y de Fausta. Ascendió al trono junto con Constantino II y Constante tras la muerte de su padre, gobernando sobre las regiones orientales del Imperio.
En el año 340, los hermanos de Constancio se enfrentaron por las provincias occidentales del imperio. El conflicto resultante provocó la muerte de Constantino II y dejó a Constante como gobernante del oeste hasta que fue asesinado en 350 por el usurpador Magnencio. Constancio II no estuvo dispuesto a aceptar a Magnencio como corregente y lo derrotó en las batallas de Mursa Major y Mons Seleucus. Magnencio se suicidó tras la segunda batalla, dejando a Constancio II como único gobernante. Sus siguientes campañas militares contra las tribus germánicas fueron exitosas: se defendió de los alamanes en 354 y tuvo una campaña a lo largo del Danubio contra los cuados y los sármatas en 357. En contraste con esto, la guerra con los sasánidas continuó con resultados diversos.
En 351, debido a la dificultad de liderar solo el imperio, Constancio II elevó a su primo Constancio Galo al rango de césar, pero fue asesinado tres años después tras ser acusado de tener una naturaleza violenta y corrupta. Poco después, en 355, Constancio elevó a su último primo superviviente, Juliano (que era medio-hermano menor de Galo) al rango de césar. Juliano reclamó el cargo de augusto en 360, iniciando una guerra. No obstante, no se libró ninguna batalla porque Constancio II enfermó y murió a finales del 361, aunque antes nombró a su oponente como sucesor.

## Biografía

### Orígenes y carrera
Constancio nació en 317 en Sirmio, Panonia II. Era el tercer hijo de Constantino I el Grande y el segundo con su segunda esposa, Fausta, que era hija de Maximiano. Constancio fue hecho césar por su padre el 8 de noviembre del 324.
En 336, los disturbios religiosos en Armenia y las tensas relaciones entre Constantino y el rey Sapor II causaron la ruptura de las relaciones entre Roma y la Persia sasánida. Aunque hizo algunas maniobras de guerra iniciales, Constantino cayó enfermo y envió a Constancio al este a comandar las tropas de la frontera oriental. Antes de la llegada de Constancio, el general persa Narses, que posiblemente era hermano del rey, entró con sus tropas en Mesopotamia y tomó la ciudad de Amida. 
Constancio atacó fuertemente a Narsés y, tras sufrir algunos reveses iniciales, derrotó y mató a Narses en la Batalla de Narasara. Constancio tomó Amida e inició la refortificación de la ciudad, aumentando la longitud de las murallas de la ciudad construyéndole grandes torres. También construyó una nueva fortificación cerca de la ciudad, y la nombró Antinópolis.

### Augusto en el Imperio Romano de Oriente

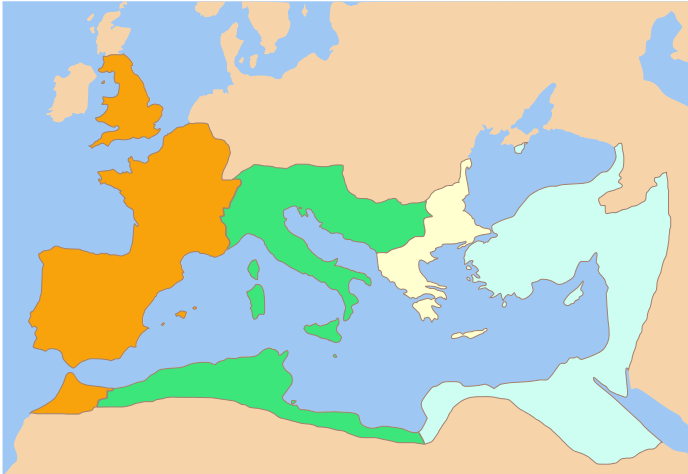
División del Imperio Romano realizada por Constantino I: de izquierda a derecha, los territorios de Constantino II, Constante, Dalmacio y Constancio II. Tras la muerte de Constantino I (mayo del 337), esta fue la división formal del Imperio, hasta que Dalmacio fue asesinado y su territorio se dividió entre Constante y Constancio.

A comienzos del 337, Constancio acudió a Constantinopla tras recibir noticias de que su padre estaba cerca de la muerte. Tras la muerte de Constantino, Constancio lo enterró con una fastuosa ceremonia en la Iglesia de los Santos Apóstoles de Constantinopla. Poco después de la muerte de su padre, Constancio, supuestamente, ordenó una matanza para acabar con los descendientes del segundo matrimonio de su abuelo paterno, Constancio Cloro (Constancio I), aunque los detalles no se conocen. Flavio Eutropio escribió, entre el 350 y el 370, que Constancio simplemente sancionó «el acto, en vez de comandarlo». La matanza acabó con dos tíos de Constancio y con seis de sus primos, incluyendo Anibaliano y Dalmacio, gobernantes de Ponto y Mesia respectivamente. La masacre solo dejó como parientes masculinos de Constantino el Grande a Constancio, a su hermano mayor Constantino II, a su hermano menor Constante y a tres primos: Constancio Galo, Juliano, y Nepociano.
Poco después, Constancio se reunió con sus hermanos en la ciudad de Sirmio, en la Panonia, para formalizar el reparto del imperio. Constancio recibió las provincias orientales, incluyendo Constantinopla, Tracia, Asia Menor, Siria, Egipto y la Cirenaica; Constantino II recibió Britania, la Galia, Hispania y Mauritania Tingitana; y Constante, al principio bajo la supervisión de Constantino II, recibió Italia, África, Ilírico, Panonia, Macedonia y Acaya. Los tres fueron proclamados como Augusto el 9 de septiembre, en Constantinopla.

### Guerra con contra Sapor II
Posteriormente, Constancio se dirigió hacia el este, a Antioquía, para resolver la guerra con Persia. Mientras que Constancio estaba lejos de la frontera oriental a comienzos del 337, Sapor reunió un gran ejército, que incluía elefantes de guerra, y lanzó un ataque a territorio romano, arrasando Mesopotamia y asediando Nisibis. A pesar de su éxito inicial, Sapor II abandonó su asedio después de que su ejército perdiese una oportunidad de reventar el muro para derrumbarlo. Cuando Constancio se enteró de que Sapor se retiraba del territorio romano, preparó a su ejército para un contraataque que derrotó a las fuerzas enemigas.
Constancio defendió la frontera oriental repetidamente contra las invasiones del Imperio Sasánida bajo el reinado de Sapor II. Estos conflictos se limitaron a asedios sasánidas de las mayores fortalezas de la Mesopotamia romana, incluyendo Nisibis (Nusaybin), Singara y Amida (Diyarbakir). Aunque Sapor parecía salir victorioso de muchas de estas confrontaciones, los sasánidas no fueron capaces de lograr mucho. En cambio, los romanos obtuvieron una victoria decisiva en la Batalla de Nasarara, en la que mataron al hermano de Sapor, Narses. Finalmente, Constancio fue capaz de lograr la retirada de la invasión y Sapor no consiguió nada significativo.

### Conflicto con sus hermanos
Mientras tanto, Constantino II quería tener el control de los territorios de Constante, lo que llevó a ambos hermanos a una guerra abierta. Constantino II fue asesinado en 340 cerca de Aquilea durante una emboscada.
Como resultado de eso, Constante tomó el control del territorio de su hermano muerto y se convirtió en el único gobernante del Imperio de Occidente, que abarcaba dos tercios del total del Imperio Romano. Esta división se mantuvo hasta el 350, cuando Constante fue asesinado por fuerzas leales al usurpador romano Magnencio.

### Guerra contra el usurpador Magnencio
Como el único superviviente de Constantino I el Grande, Constancio terminó heredando el cargo de único gobernante del Imperio Romano, y determinó ir al oeste para combatir a Magnencio, el usurpador. No obstante, para dar al este algún tipo de presencia imperial, elevó a su primo Constancio Galo al rango de césar de las provincias orientales. Para asegurar la lealtad de su primo, lo casó con su hermana mayor, Constantina.
Antes de plantar cara a Magnencio, Constancio llegó a un acuerdo con Vetranión. Vetranión era un general leal de la provincia de Ilírico que había sido aclamado recientemente emperador por sus soldados. Justo después, Vetranión envió cartas a Constancio ofreciéndole su lealtad, lo que Constancio podría haber aceptado simplemente para evitar que Magnencio tuviera más apoyos. Estos eventos fueron estimulados por las acciones de Constantina, que había viajado al este para casarse con Galo. Constancio, en consecuencia, envió a Vetranión una diadema imperial para reconocerle el rango de augusto al general. Sin embargo, cuando Constancio llegó, Vetranión rechazó el cargo y aceptó la oferta de Constancio de retirarse a un lugar confortable de Bitinia.
En 351, Constancio se encontró con Magnencio en Panonia con un gran ejército. Posteriormente se produjo la Batalla de Mursa Major, que fue una de las mayores y más sangrientas entre dos ejércitos romanos. 
El resultado fue una victoria de Constancio, pero con un gran coste. Magnencio sobrevivió a la batalla y, decidido a seguir luchando, se dirigió al norte de Italia. En lugar de perseguir a su oponente, Constancio dirigió su atención a asegurar la frontera del Danubio, donde pasó los primeros meses del 352 en una campaña contra los sármatas. Tras lograr sus objetivos, Constancio avanzó por Italia en busca de Magnencio. Esta acción llevó a las ciudades de Italia a mostrar su lealtad a Constancio y a expulsar a las guarniciones del usurpador. Magnencio avanzó de nuevo, esta vez hacia el sur de la Galia romana.
En 353, Constancio y Magnencio se encontraron en la Batalla de Mons Seleucus, en el sur de la Galia, y, nuevamente, Constancio resultó vencedor. Magnencio descubrió que era inútil continuar con su postura y se suicidó el 10 de agosto del 353.

### Gobernante único del imperio

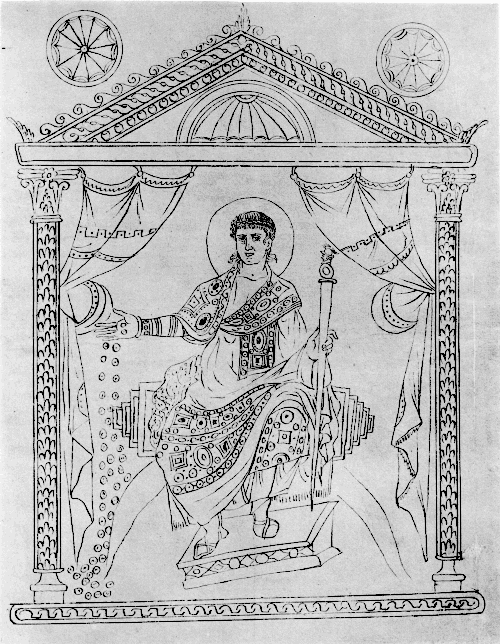
Retrato del emperador Constancio II aparecido en el llamado «calendario de 354». En él se muestra el ritual que rodeaba a la figura del emperador. «Constancio es representado como cónsul para el año 357. Está sentado sobre una plataforma, enmarcada por dos columnas rematadas por un tímpano. Dos cortinas abiertas recuerdan la ceremonia imperial. Está coronado con la diadema imperial, vestido con la trábea consular, una toga púrpura ornada con bandas. Con una mano distribuye las liberalidades, aquí de plata; con la otra sostiene el cetro de marfil del cónsul o el del emperador».

Constancio gastó buena parte del 353 restante y de principios del 354 en una campaña contra los alamanes en la frontera del Danubio. La campaña fue exitosa y los ataques de los alamanes cesaron temporalmente. Mientras tanto, Constancio había estado recibiendo noticias de los disturbios que causaban las acciones de su primo Galo. Posiblemente como resultado de estos informes, Constancio firmó una paz con los alamanes y viajó a Mediolanum (Milán).
En Mediolanum, Constancio convocó a Ursicino, que era magister equitum (comandante de la caballería) de Galo, por razones que no se conocen. Posteriormente, Constancio convocó a Galo y a Constantina. Aunque Galo y Constantina obedecieron las órdenes dadas al principio, cuando Constantina muere en Bitinia, Galo empieza a vacilar. Sin embargo, tras ser convencido por un agente de Constancio, Galo continuó con su viaje hacia el oeste, pasando a través de Constantinopla y Tracia hacia Poetovio, en Panonia.
En Poetovio, Galo fue arrestado por soldados de Constancio bajo el mando de Barbatio. Galo fue llevado a Pula e interrogado. Galo culpó de todos los problemas de las provincias del este a Constantina. 
Esto enfadó a Constancio, que ordenó la ejecución de Galo. No obstante, pronto cambió de idea y revocó la orden. Desafortunadamente para Galo, la segunda orden se retrasó por culpa de Eusebius, uno de los eunucos de Constancio, y Galo fue ejecutado.

### Otros usurpadores

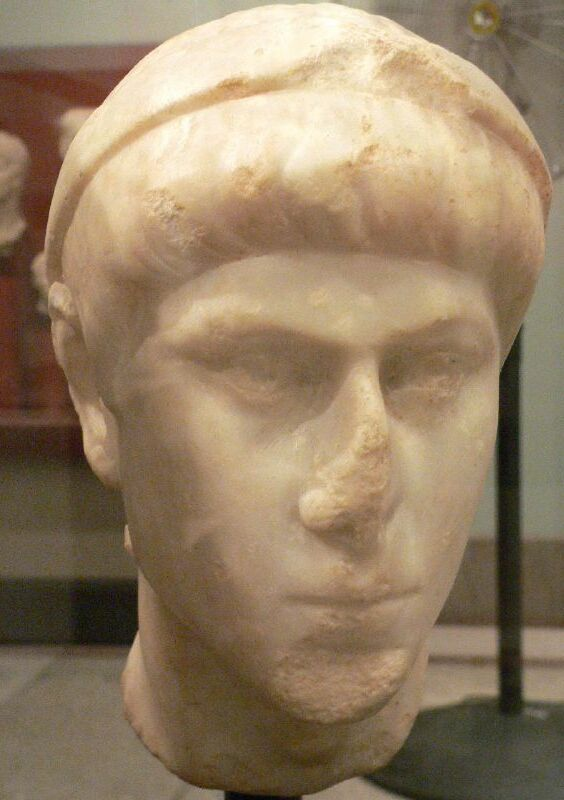
Busto de Constancio II.

El 11 de agosto del 355 el magister militum (comandante) Claudio Silvano se rebeló en la Galia. Silvano se había rendido a Constancio tras la Batalla de Mursa Major. Constancio le había nombrado magister militum en 353 con el propósito de detener a las tribus germánicas, un reto que Silvano logró sobornando a las tribus con el dinero que recolectó. Un complot organizado por los miembros de la corte llevó a Constancio a destituir a Silvano. Tras la revuelta de Silvano, recibió una carta de Constancio convocándole en Mediolanum, pero sin hacer referencia a su revuelta. Ursicino, que estaba destinado a reemplazar a Silvano, sobornó a algunos soldados y Silvano fue asesinado.
Constancio se dio cuenta de que había demasiadas amenazas haciendo frente al imperio y que el solo no podía resolverlas todas. De este modo, el 6 de noviembre del 355, nombró césar al único pariente varón que le quedaba, Juliano. Unos pocos días después, Juliano se casó con Helena, la única hermana de Constancio que quedaba viva. Poco después, Constancio envió a Juliano a la Galia.
Constancio pasó los siguientes años resolviendo asuntos en la parte occidental del imperio, sobre todo desde su base en Mediolanum. En 357 visitó Roma por primera y única vez. Ese mismo año, expulsó a los invasores sármatas y cuados de Panonia y Mesia Inferior, y luego lideró un contraataque exitoso a través del Danubio.
En el invierno del 357-358, Constancio recibió a unos embajadores de Sapor II que pedían que Roma devolviese las tierras conquistadas por Narses. A pesar de rechazar esos términos, 
Constancio trató de evitar una guerra con el Imperio Sasánida enviando a dos embajadores a Sapor II.
Sapor II, sin embargo, lanzó otra invasión a la Mesopotamia romana. En el año 360, cuando las noticias informaban de que Sapor II había destruido Singara, y tomado Kiphas (Hasankeyf), Amida, y Ad Tigris (Cizre), decidió viajar al este a enfrentarse a la amenaza reemergente.

### Usurpación de Juliano y crisis en el este
Mientras tanto, Juliano había conseguido algunas victorias contra los alamanes, que habían invadido una vez más la Galia. Sin embargo, cuando Constancio solicitó refuerzos del ejército de Juliano para la campaña oriental, las legiones galas se rebelaron y proclamaron augusto a Juliano.
No obstante, debido a la amenaza sasánida, Constancio fue incapaz de responder directamente a la usurpación de su primo de otra forma que no fueran misivas tratando de convencer a Juliano a dejar el título de augusto y de conformarse con el de césar. En el año 361, Constancio no vio otra alternativa que enfrentarse al usurpador con la fuerza cuando todavía estaba la amenaza sasánida. Constancio había pasado buena parte de los comienzos del 361 intentando sin éxito reconquistar la fortaleza de Ad Tigris.
Después de un tiempo, se retiró a Antioquía para reagrupar sus tropas y a prepararse para una confrontación con Sapor II. Las campañas del año anterior habían infligido grandes pérdidas a los sasánidas, aunque no llevaron a cabo otra ronda de campañas ese año. A pesar de las hostilidades, esa temporada Constancio dirigió su atención a hacer frente a Juliano.

## Muerte
Constancio reunió sus fuerzas y partió hacia el oeste. No obstante, cuando estaba llegando a Mopsuestia, en Cilicia, se encontraba gravemente enfermo y no sobrevivió para enfrentarse a Juliano. Aparentemente, consciente de que su muerte estaba próxima, Constancio se hizo bautizar por Euzoius, obispo de Antioquía, que era un semi-arriano, y posteriormente declaró que Juliano era su sucesor legítimo. Constancio II murió el 3 de noviembre del 361.

## Matrimonios y descendencia
Constancio II se casó tres veces:
Primero con la hija de su medio-tío Julio Constancio, cuyo nombre se desconoce. Ella era hermana de Galo y medio-hermana de Juliano, murió c. 352/3.
Luego se casó con Eusebia, una mujer macedonia oriunda de Salónica, que se casó con Constancio antes de que derrotase a Magnencio en 353. Murió en 360.
Finalmente, en 360, se casó con Faustina, con quien tuvo a su único descendiente, una hija póstuma llamada Flavia Máxima Constancia, que posteriormente, se casó con el emperador Graciano.

## Asuntos religiosos

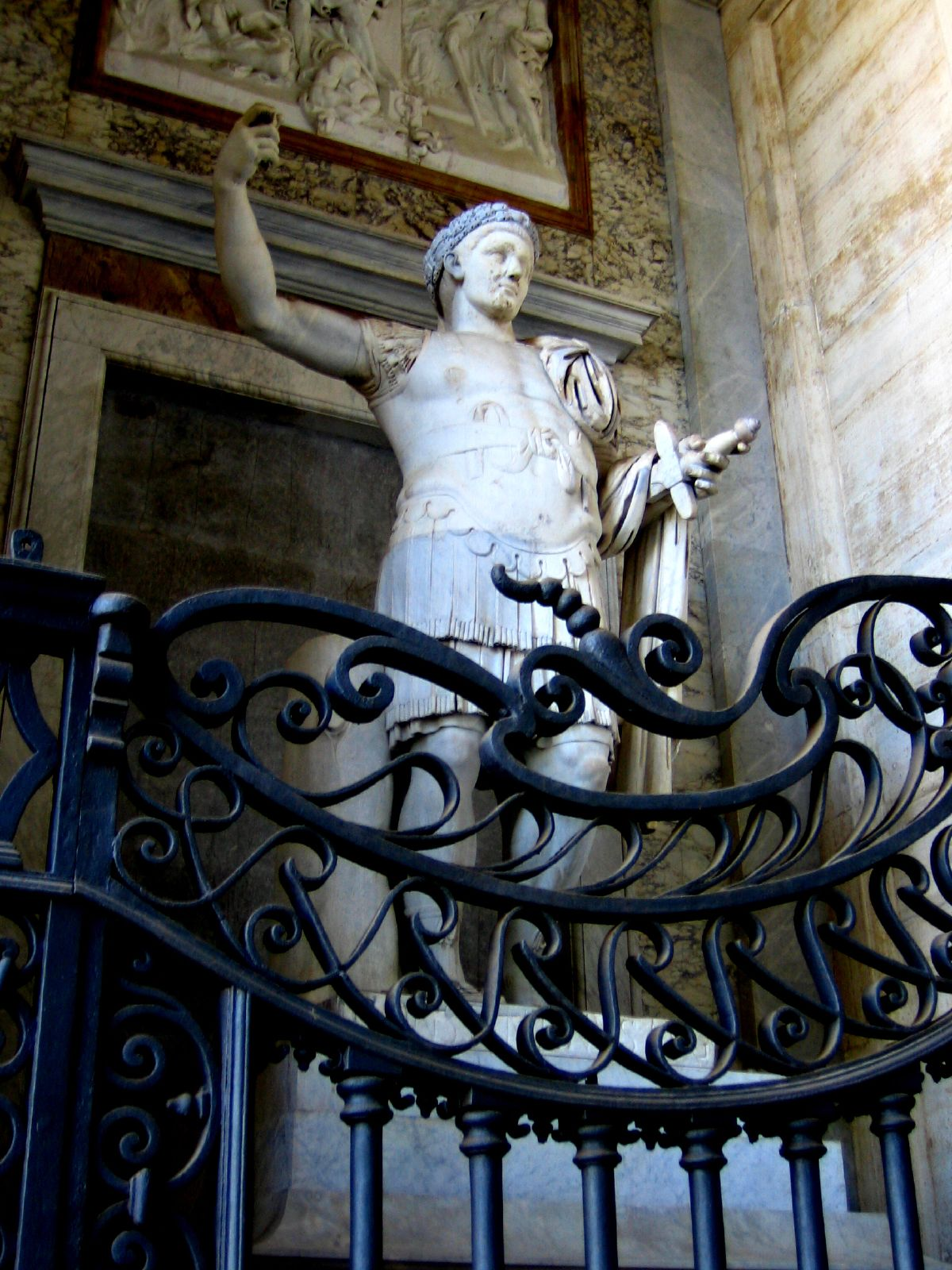
Estatua en la Archibasílica de San Juan de Letrán.

Constancio tuvo un interés particular en los asuntos religiosos en el Imperio Romano. Como emperador cristiano, Constancio hizo un gran esfuerzo para promover el cristianismo a expensas del politeísmo romano ("paganismo"). Promulgó varios edictos en ese sentido. Constancio también tomó parte activa en dar forma a la Iglesia.

### Paganismo
A pesar de algunos edictos promulgados por Constancio, no intentó disolver los colegios sacerdotales de vírgenes vestales, ni actuó contra las escuelas paganas. Incluso ordenó la elección de un sacerdote para África. Además, mantuvo el título de pontifex maximus y fue deificado por el Senado Romano tras su muerte. Su moderación relativa hacia el paganismo se refleja en el hecho de que unos 20 años después de su muerte, durante el reinado de Graciano, ningún senador pagano protestó sobre el trato que Constancio le había dado a su religión.
Entre los edictos relacionados con el paganismo promulgados por Constancio (por él mismo o junto con otros) están:
- La prohibición de realizar sacrificios.[69]
- El cierre de templos paganos.[70]
- Edictos contra adivinos y magos.[71]

### Cristianismo
Aunque se le ha considerado a menudo como arriano, Constancio prefería una versión que estaba entre el arrianismo y el credo de Nicea, y que osciló entre los homoiousianos y los homeos.
| Corrientes del arrianismo (siglo IV d. C.) | Corrientes del arrianismo (siglo IV d. C.) | Corrientes del arrianismo (siglo IV d. C.) | Corrientes del arrianismo (siglo IV d. C.)                                                                              | Corrientes del arrianismo (siglo IV d. C.)                                                                             | Corrientes del arrianismo (siglo IV d. C.) |
| Nombre                                     | Carácter                                   | Definición doctrinal | Principales representantes                                                                                              | |                                            |
| ------------------------------------------ | ------------------------------------------ | --- | --- | --- | ------------------------------------------ |
| Homoiousianos (u homeusianos)              | Moderados (semiarrianismo)                 | El Dios Hijo (el Logos) es de una substancia semejante (homoioúsios) al Padre                                                                                        | Basilio de Ancira, Jorge de Laodicea                                                                                    | Acercamiento a la posición de los nicenos que defienden que el Padre y el Hijo son de la misma substancia (homooúsios) |                                            |
| Homeos                                     | Moderados                                  | El Hijo es semejante (homoíos) al Padre, pero no en la substancia.                                                                                                   | Acacio de Cesarea, Ursacio de Singidunum, Valente de Mursa                                                              | Posición intermedia entre los homoiousianos y los anomeos (o heterousianos).                                           |                                            |
| Anomeos o Heterousianos                    | Radicales                                  | El Hijo, en cuanto a la esencia, es completamente desigual (anomoios) del Padre. (Subordinacionismo radical: el Hijo en posición de inferioridad respecto del Padre) | Aecio de Antioquía, Eunomio (eumoneísmo), Marcelo de Ancira, Foción de Sirmio. Eusebio de Nicomedia (Subordinacionismo) | Llevan a su extremo las tesis de Arrio                                                                                 |                                            |

Durante su reinado, intentó moldear a la Iglesia para que subscribiese su posición, convocando varios concilios cristianos. El más importante de éstos fue el Concilio de Rímini, y su gemelo en Seleuca, que se celebraron en los años 359 y 360 respectivamente. El historiador A. H. M. Jones escribió: "Desafortunadamente para su memoria, los teólogos que tomaron sus consejos fueron finalmente desacreditados y los descontentos presionaron para salir victoriosos. [...] Los grandes concilios del 359-360 no están reconocidos como ecuménicos en la tradición de la Iglesia y Constancio II no es recordado como un restaurador de la unidad, sino como alguien que impuso a la Iglesia una herejía arbitrariamente".
Entre los edictos relacionados con el cristianismo promulgados por Constancio (por él mismo o por otros) están:
- Excepción del servicio público obligatorio para el clero.[76]
- Excepción del servicio público obligatorio para los hijos del clero.[77]
- Exenciones de impuestos para los clérigos y para sus sirvientes[78] y, posteriormente, también para sus familias.[79]
- Clérigos y propiedad privada.[80]
- Los obispos estaban exentos de ser juzgados en tribunales seculares.[81]
- Las prostitutas cristianas solo podían ser contratadas por cristianos.[82]

### Judaísmo
El judaísmo se enfrentó a algunas restricciones severas bajo el gobierno de Constancio, que parece que siguió una política antijudía en la misma línea que la de su padre. 
En los comienzos de su reinado, Constancio promulgó un edicto doble junto con sus hermanos limitando la propiedad de esclavos para los judíos y prohibiendo los matrimonios entre judíos y mujeres cristianas. 
Un edicto posterior realizado por Constancio tras ser único emperador decretaba que el Estado le podría confiscar sus propiedades a una persona cristiana que se hubiera hecho judía. Sin embargo, las acciones de Constancio para vigilar este asunto podrían no haber sido tan intensas como los asuntos relacionados con los negocios judíos (al parecer, los judíos propietarios de negocios estaban a menudo en competencia con los negocios que eran propiedad del Estado). Constancio podría haber tratado de otorgar una ventaja a las empresas de propiedad estatal mediante la limitación de los trabajadores cualificados y los esclavos disponibles para los negocios judíos.
Entre los edictos relacionados con los judíos promulgados por Constancio (por él mismo o con otros) están:
- El traslado de mujeres tejedoras; de trabajar para los judíos a trabajar para el gobierno. Que los judíos no pudieran casarse con mujeres cristianas. Que los judíos no pudieran intentar convertir a mujeres cristianas.[84]
- Todos los esclavos no judíos comprados por un judío serían confiscados por el Estado. Si un judío intentaba circuncidar a un esclavo no judío, el esclavo sería liberado y el judío podría recibir un castigo capital. Todos los esclavos cristianos que fueran propiedad de un judío eran liberados.[84]
- Si se probase que una persona se había convertido del cristianismo al judaísmo podría ver confiscada sus propiedades por el Estado.[85]

## Reputación

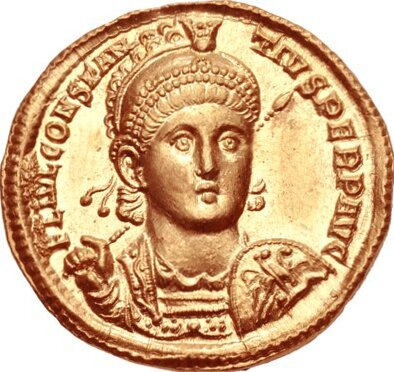
Moneda de Constancio II.

Constancio II es una figura particularmente difícil de juzgar de forma apropiada debido a la hostilidad de muchas de las fuentes que hablan de él. A. H. M. Jones escribió que Constancio "aparece en las páginas de Amiano Marcelino como un emperador con conciencia, pero vanidoso y estúpido, una presa fácil para los aduladores. Era tímido y suspicaz, y una persona interesada podía jugar fácilmente con sus miedos para su propia ventaja". No obstante, Kent y Hirmer sugieren que Constancio "ha sufrido el manoseo de autores sin empatía, tanto eclesiásticos como civiles. Para los clérigos ortodoxos él era un defensor de la herejía arriana, para el emperador Juliano el Apóstata y para todos los que luego tomaron parte por él era un asesino, un tirano y un gobernante inepto. Posteriormente añaden que "muchos contemporáneos parecen, de hecho, tenerlo en alta estima, y ciertamente inspiraba lealtad, a diferencia de sus hermanos". En la esfera militar, las campañas de Constancio y sus subordinados en las fronteras del Rín y del Danubio de finales de la década del 350, devolvieron la estabilidad a esa región tras los problemas causados por la rebelión de Magnencio.

## Ancestros
| Predecesor: Constantino I                                       | Emperador romano 337-361 con Constantino II (337-340) y Constante (337-350)                                                                             | Sucesor: Juliano                                                          |
| Predecesor: Constantino II y Crispo                             | César romano 324-337 con Constantino II (317-337), Crispo (317-326), Constante (333-337) y Dalmacio César (335-337)                                     | Sucesor: Vetranión en 350                                                 |
| Predecesor: Sexto Anicio Fausto Paulino Valerio Próculo         | Cónsul del Imperio romano junto con Constantino I 326                                                                                                   | Sucesor: Flavio Constancio Lucio Valerio Máximo Basilio                   |
| Predecesor: Flavio Urso Flavio Polemio                          | Cónsul del Imperio romano junto con Constante 339 | Sucesor: Septimio Acindino Lucio Aradio Valerio Próculo                   |
| Predecesor: Antonio Marcelino Petronio Probino                  | Cónsul del Imperio romano junto con Constante 342 | Sucesor: Marco Mecio Memmio Furio Baburio Ceciliano Plácido Flavio Rómulo |
| Predecesor: Flavio Amancio Marco Numio Albino                   | Cónsul del Imperio romano junto con Constante 346 | Sucesor: Vulcacio Rufino Flavio Eusebio                                   |
| Predecesor: Magnencio Gaisón                                    | Cónsul del Imperio romano junto con Decencio César (352-353), Paulo (352) y Magnencio (353) en occidente y Constancio Galo (352-354) en oriente 352-354 | Sucesor: Flavio Arbición Quinto Flavio Mesio Egnacio Loliano              |
| Predecesor: Flavio Arbición Quinto Flavio Mesio Egnacio Loliano | Cónsul del Imperio romano junto con Juliano César 356-357                                                                                               | Sucesor: Censorio Daciano Neracio Cereal                                  |
| Predecesor: Flavio Eusebio Flavio Hipacio                       | Cónsul del Imperio romano junto con César Juliano Augusto 360                                                                                           | Sucesor: Flavio Tauro Flavio Florencio                                    |